# Персидские мотивы
«Перси́дские моти́вы» — стихотворный цикл русского советского поэта Сергея Есенина. В настоящее время (начиная с Собрания стихотворений в трёх томах под редакцией самого автора) в цикл традиционно включаются 15 стихотворений, опубликованных в 1924 и 1925 годах в газетах «Трудовой Батум», «Бакинский рабочий» и «Заря Востока», хотя в первоначальных планах он должен был состоять из 20 стихотворений, а в первое отдельное издание в виде одноимённой книги вошли лишь десять из них наряду с поэмой «Мой путь» и четырьмя дополнительными стихотворениями, не объединёнными с циклом общей тематикой.
Стихотворения цикла были в основном положительно оценены современниками, хотя встречались и отрицательные отзывы, среди авторов которых были Алексей Кручёных и Владимир Маяковский. После снятия запрета на творчество Есенина в 1950-е годы цикл был положительно оценен критиками, написан ряд научных работ, посвящённых его стилистике, найдена женщина, ставшая прототипом главной героини. Стихотворения цикла переведены на многие языки мира, положены на музыку многочисленными композиторами.

## Стихотворения, включаемые в цикл
«Улеглась моя былая рана…» («Трудовой Батум» № 280, 10 декабря 1924)

Стихотворение знаменует расставание Есенина с периодом «Москвы кабацкой». Сам поэт рассказывал об этом переходе: «Так много и легко пишется в жизни очень редко. Это просто потому, что я один и сосредоточен в себе. Говорят, я очень похорошел. Вероятно, оттого, что я что-то увидел и успокоился… Назло всем не буду пить, как раньше… Боже мой, какой я был дурак. Я только теперь очухался. Всё это было прощание с молодостью. Теперь будет не так». В самом стихотворении кабак сменяется чайханой, где чайханщик угощает лирического героя «красным чаем || Вместо крепкой водки и вина». Красный чай — один из элементов восточного антуража, включающих также «синие цветы Тегерана», ширазские ковры и хорасанские шали, на фоне которых рассказывается о возникающей любви лирического героя к девушке в чадре. В стихотворении также поднимается популярная в 20-е годы в советском Закавказье тема раскрепощения женщины: 
Мы в России девушек весенних
На цепи не держим, как собак...
«Я спросил сегодня у менялы…» («Трудовой Батум» № 280, 10 декабря 1924)
Лирический герой спрашивает менялу, как ему выразить свои нежные чувства к прекрасной персиянке Лале. Меняла выступает в стихотворении не как человек своей профессии, а как некий оракул; он проявляет себя как философ, одарённый большой наблюдательностью и чувством языка. Он объясняет лирическому герою, что о любви говорят не слова, а горящие глаза, поцелуи, «руки, || Что срывали чёрную чадру».
«Шаганэ ты моя, Шаганэ!..» («Бакинский рабочий» № 1, 1 января 1925)
В стихотворении поэт обращается к персиянке Шаганэ. В отличие от предыдущего, в этом стихотворении персиянка не названа прекрасной, и лирический герой обращается к ней не как к возлюбленной, а как к другу, желая поведать о родине. При этом определённые лирические чувства в тексте подразумеваются, когда речь заходит о девушке на севере, которая «страшно похожа» на собеседницу героя и которая, как он надеется, думает о нём. Прототипом персонажа была Шаганэ Тальян.
«Ты сказала, что Саади…» («Бакинский рабочий» № 1, 1 января 1925)

В четвёртом стихотворении цикла чувства к Шаганэ становятся ясней, она уже названа «милой». Автор, отвечая на шутку девушки, пишет о ревнивом восхищении красотой возлюбленной, соперничества с которой он не терпит, даже в виде традиционного для восточной поэзии сравнения с розами: 
Я б порезал розы эти,
Ведь одна отрада мне —
Чтобы не было на свете
Лучше милой Шаганэ.
«Никогда я не был на Босфоре…» («Заря Востока» № 782, 18 января 1925)
Поэт рассказывает собеседнице (возможно, героине предыдущих стихотворений) о том, что не бывал ни на Босфоре, ни в Багдаде. На Восток его потянула любовь к ней («Я сюда приехал не от скуки — || Ты меня, незримая, звала»), но он испытывает тоску по родине и хочет рассказывать о ней. Любимая может отвлечь его от мыслей о родных местах, и если ей хочется, лирический герой взамен готов поделиться с ней своими фантазиями о краях, в которых не бывал. Образы моря, голубого огня в глазах, стана и рук собеседницы лирического героя дополняют тему любви в стихотворении.
«Свет вечерний шафранного края…» («Заря Востока» № 782, 18 января 1925)

В стихотворении снова затрагиваются темы, уже поднимавшиеся в предыдущих частях цикла, — любви, родины и раскрепощения восточной женщины. Последняя тема доминирует, поэт рассказывает о своей нелюбви к чадре и непонимании причин, по которым женщины должны её носить: 
Мне не нравится, что персияне
Держат женщин и дев под чадрой...
... прекрасные щеки
Перед миром грешно закрывать,
Коль дала их природа-мать.
Неприятие чадры, скрывающей девичью красоту, переплетено с признанием в любви к этой красоте. Тема ностальгии затронута в этом стихотворении одной строкой — «Сердцу снится страна другая». Лирический герой обещает любимой спеть ей о том, «что сроду не пел Хаям», видимо, подразумевая родные края.
«Воздух прозрачный и синий…» («Бакинский рабочий» № 82, 13 апреля 1925)
В стихотворении раскрывается тема красоты мира, снова связываемая с темой любви («Месяца жёлтая прелесть, || Нежность, как песни Саади»). Стилистически это одно из сильнейших стихотворений цикла, его отличает совершенная, пластичная музыкальная ритмика, но эмоциональный настрой уже не такой радостный, как у предыдущих частей цикла. Для текста характерна витиеватая, отрешённая интонация.
«Золото холодное луны…» («Бакинский рабочий» № 82, 13 апреля 1925)
В стихотворении вводится мотив сказочного Востока через появление образа Шахразады, но поэт противопоставляет ему красоту и обаяние современного, окружающего его и любимую мира. Автор создаёт визуальные и обонятельные («запах олеандра и левкоя») образы «голубой и ласковой страны», призывает наслаждаться жизнью и жалеет «тех, которым ничего не надо», хотя мотив тленности бытия в стихотворении остаётся сильным.
«В Хороссане есть такие двери…» («Бакинский рабочий» № 74, 3 апреля 1925)
В стихотворении снова противопоставляются Восток и Россия. Несмотря на всю привлекательность Персии, если к ней не прибавляется любовь, то и поэту незачем там оставаться («И зачем? Кому мне песни петь?»). Автор безоговорочно предпочитает такой Персии родную Русь: он не забудет возлюбленную, но петь о ней будет на родине.
«Голубая родина Фирдуси…» («Бакинский рабочий» № 74, 3 апреля 1925)

Поэт прощается с Персией («родиной Фирдуси») и своей Шаганэ (Шагой). Он обещает сохранить память о Шаге и рассказывать о ней другим людям, надеется, что и Персия его («ласкового руса») не забудет, а своей девушке на память о себе оставляет «песенку про Русь»: 
Запевая, обо мне подумай,
И тебе я в песне отзовусь…
«Быть поэтом — это значит то же…» («Бакинский рабочий» № 177, 7 августа 1925)

Стихотворение начинается с манифеста поэтического реализма: 
Быть поэтом — это значит то же,
Если правды жизни не нарушить,
Рубцевать себя по нежной коже,
Кровью чувств ласкать чужие души.
Автор пишет о миссии поэта — «петь по-свойски», не перепевая чужие мотивы, как бы ни было больно и какую бы критику это ни вызывало. Есенин признаёт за поэтом право на собственные чувства и желания, но отдаёт себе отчёт, что эти желания не всегда осуществляются, и поэтому жизнь, ожидающая поэта, трудна и неустроена; нужно это осознавать, чтобы избегнуть душевной катастрофы.
«Руки милой — пара лебедей…» («Бакинский рабочий» № 179, 10 августа 1925)

Автор возвращается к образу Шаганэ, и всё стихотворение посвящено теме любви. Метафора «лебяжьих рук» из стихотворения «Никогда я не был на Босфоре…» здесь снова развивается, но уже в рамках противопоставления любви человеческой и пути поэта: 
Про меня же и за эти песни
Говорите так среди людей:
Он бы пел нежнее и чудесней,
Да сгубила пара лебедей.

От притягательности Персии осталась только Шаганэ, сама Персия не способна больше вдохновлять: 
Только тегеранская луна
Не согреет песни теплотою.
«Отчего луна так светит тускло…» («Бакинский рабочий» № 183, 14 августа 1925)

Лирический герой жалуется персиянке Лале о том, что не может получить ответа от кипарисов и цветов на вопрос, вынесенный в название. Только от розы ему удаётся получить ответ: 
«Шаганэ твоя с другим ласкалась,
Шаганэ другого целовала...
Оттого луна так тускло светит,
Оттого печально побледнела».
Владимир Белоусов отмечает, что Есенин и Шаганэ Тальян, ставшая прототипом героини цикла, расстались друзьями в 1925 году и больше не виделись. Соответственно, он делает вывод, что тема измены Шаганэ была введена для завершения сюжетной линии романа с персиянкой.
«Глупое сердце, не бейся…» («Бакинский рабочий» № 177, 7 августа 1925)

В стихотворении поднимается тема рока, связывающая его сюжетно с предыдущим. В жизни лирического героя наступил надлом, он разуверился в том, что может выпросить у судьбы счастье, и больше не намерен его искать. Снова возникает образ Лалы (по-прежнему предельно общий, не конкретизированный, как символ) — только она не предала героя, и её любовь служит ему опорой: 
Может, и нас отметит
Рок, что течет лавиной,
И на любовь ответит
Песнею соловьиной.
«Голубая да весёлая страна…» («Бакинский рабочий» № 179, 10 августа 1925)
Основная тема стихотворения — тема дружбы-любви. Её раскрытие достигается средствами классической восточной поэзии — рассказ о дружбе поэта с ребёнком переплетается со сказкой о любви соловья к розе. На смену Лале и Шаганэ приходит новое имя — Гелия. Вторая тема — роли творчества в жизни поэта — открывается декларацией о подчинённости всех интересов и жизненных принципов поэта творческому процессу: «Честь моя за песню продана». Эта же декларация, в ещё более сильной форме, повторена и в последней строфе: «вся жизнь моя за песню продана».

## История создания
Знакомые Есенина рассказывают, что живой интерес к классической персидской поэзии он проявлял уже к началу 1920-х годов. Знакомство Есенина с поэмой Фирдоуси «Шахнаме», вероятно, состоялось благодаря балладе Гейне, посвящённой персидскому поэту и на русский язык переведённой Львом Меем, — об этом свидетельствует то, что позже он, как и Мей, писал имя Фирдоуси без буквы «о». Знавший Есенина в эти годы Матвей Ройзман вспоминал, что в 1920 году тот рекомендовал ему для прочтения книгу «Персидские лирики», изданную в 1916 году.
В 1920 году Есенин поездом доехал до Кавказа; в его планах было побывать в Стамбуле, но, по разным источникам, доехал он либо до Баку, либо до Тифлиса. Знакомство с Востоком продолжилось в 1921 году, когда Есенин попал в Ташкент в дни Ураза-байрама. В сентябре 1924 года он предпринял новую поездку на Кавказ; на этот раз конечной целью путешествия была уже Персия. Поездка стала возможной благодаря помощи Петра Чагина, бывшего в это время вторым секретарём ЦК Коммунистической партии Азербайджана и одновременно редактором газеты «Бакинский рабочий». Чагин обещал Есенину помочь с выездом в Персию. Ожидая этого события, тот жил попеременно в Баку и Тифлисе, но в итоге побывать в Тегеране ему так и не удалось.
В это время Есенину попал в руки сборник «Персидские лирики X—XV веков» (переводчик Фёдор Корш; возможно, речь идёт о том же сборнике, который Есенин ещё в 1920 году рекомендовал Ройзману). По воспоминаниям Николая Вержбицкого, Есенин был очарован этой книгой: «Он ходил по комнате и декламировал Омара Хайяма». Этот случай дал толчок к воплощению в жизнь вынашиваемых Есениным уже некоторое время планов создания персидского цикла. Первые два стихотворения будущего цикла — «Улеглась моя былая рана…» и «Я спросил сегодня у менялы…» — были, по-видимому, написаны между 18 и 20 октября, и именно 20 октября Есенин в письме Галине Бениславской обещал послать ей «персидские стихи». 29 октября листки с рукописью стихотворений были высланы Бениславской; в сопровождающем письме Есенин указывал на планы издания будущего цикла отдельной книгой, независимо от готовившегося Собрания стихотворений.
К декабрю 1924 года планы Есенина поменялись: теперь вместо Тегерана он снова намеревался попасть в Стамбул и в начале декабря с этой целью выехал в Батум. Согласно Вержбицкому, до Есенина дошли слухи, по которым некоторым советским журналистам вместо настоящего международного паспорта выдавали специальные разрешения на посещение Турции. Один из членов правительства ЗСФСР, бывший поклонником творчества Есенина, дал им с Вержбицким рекомендательное письмо к начальнику Батумского порта. В письме содержалась просьба отправить их в качестве матросов на советское торговое судно, совершающее рейсы между Батумом и Стамбулом. Но эти планы также не сбылись, и Есенин снова задумался о поездке в Персию.
Находясь в Батуме, Есенин опубликовал в местной газете два персидских стихотворения, написанных в Тифлисе. 20 декабря, всё ещё находясь в Батуме, он отправил Бениславской два новых стихотворения персидского цикла — «Шаганэ ты моя, Шаганэ…» и «Ты сказала, что Саади…», созданные непосредственно перед этим (на рукописи второго стоит дата 19 декабря, первое же, согласно выводам В. Г. Белоусова на основании предшествующей переписки поэта, вряд ли могло быть написано раньше 18 декабря). В этих двух стихотворениях впервые возникает образ персиянки Шаганэ. Имя этому персонажу, в общей сложности фигурирующему в шести произведениях Есенина, было дано в честь приехавшей в Батум из Тифлиса учительницы Шагандухт (Шаганэ) Нерсесовны Тертерян (во втором браке Тальян), с которой поэт познакомился незадолго до этого; сначала героиню стихов Есенин планировал назвать Лалой.
В письме 20 декабря Есенин сообщал Бениславской, что в намеченном цикле будет 20 произведений. На следующий день он отправил новые стихотворения также Чагину для публикации в «Бакинском рабочем», пообещав тому посвятить ему весь цикл. Эти стихотворения появились в печати 1 января 1925 года. К тому моменту персидский цикл Есенина пополнился стихотворением «Никогда я не был на Босфоре…», написанным 21 декабря. Шестое стихотворение цикла, «Свет шафранный вечернего края…», изначально датировавшееся исследователями примерно этим же временем, по новым оценкам было написано несколько позднее, хотя тоже в период пребывания в Батуме и не позже середины января 1925 года, поскольку уже 18 января они оба появились в газете «Заря Востока».
В начале 1925 года Есенин, проживая в Батуме, в основном работал над поэмой «Анна Снегина», но персидский цикл не был им забыт и в это время. В январе — феврале были подготовлены как минимум черновые варианты стихотворений «В Хороссане есть такие двери…» и «Голубая родина Фирдуси…» (Шаганэ Тальян вспоминала, что последнее Есенин читал ей перед отъездом из Батума, который пришёлся на конец второй декады февраля). 1 марта Есенин вернулся в Москву. По пути туда и в первые дни пребывания в Москве «В Хороссане есть такие двери…» и «Голубая родина Фирдуси…» были доработаны, и 3 марта автор отправил их вместе с «Анной Снегиной» в Баку Чагину. Есенин также отдал новые стихотворения Бениславской для публикации в Москве. В первой половине марта состоялись публичные чтения «Анны Снегиной» и «Персидских мотивов» перед членами группы «Перевал» в Доме Герцена. В отличие от поэмы, персидский цикл произвёл на слушателей сильное впечатление. В эти же дни Есенин заключил с частным изданием «Современная Россия» договор о выпуске книги «Персидские мотивы».
Настроение стихотворения «Голубая родина Фирдуси…» указывает на то, что им Есенин намеревался навсегда попрощаться с мечтой о Персии и завершить цикл. Однако это стихотворение на момент написания было только восьмым в цикле, а по договору с издателем Есенин обязался предоставить десять. Уже в конце марта он снова уехал из Москвы, подальше от её богемной атмосферы, в Баку. Там в начале апреля им были написаны «Воздух прозрачный и синий…» и «Золото текучее луны…» — хронологически девятое и десятое стихотворения цикла (в будущем Собрании стихотворений оба они датированы 1924 годом, но известно, что на момент заключения договора об издании сборника «Персидские мотивы» у Есенина были готовы восемь, а не десять стихотворений). «Воздух прозрачный и синий…» и «Золото текучее луны…» были напечатаны в «Бакинском рабочем» 13 апреля — на десять дней позже, чем «В Хороссане есть такие двери…» и «Голубая родина Фирдуси…».
В начале пребывания в Баку Есенин под присмотром Чагина проходил курс лечения, но был подавлен, выглядел, по свидетельству редактора газеты «Красная новь» Александра Воронского, потерянным и подолгу плакал. Этот эмоциональный настрой нашёл своё отражение в стихах «Воздух прозрачный и синий…». Постепенно, однако, настроение Есенина благодаря заботе Чагина стало улучшаться, и уже «Золото текучее луны…» зазвучало в прежнем жизнерадостном ключе, а написанное 8 апреля стихотворение «Голубая да веселая страна…» предваряется посвящением «Гелии Николаевне Чагиной» (так называла себя шестилетняя дочь Чагина Роза, с которой поэт в эти дни подружился). Впоследствии это стихотворение стало замыкающим в цикле «Персидские мотивы».
В мае книга «Персидские мотивы» была готова к выходу. По распоряжению автора хронологический порядок расположения стихотворений в книге был изменён: «Воздух прозрачный и синий…» и «Золото текучее луны…», написанные в Баку, были помещены не на девятое и десятое, а на седьмое и восьмое место соответственно. Кроме того, стихотворение «В Хороссане есть такие двери…» было помещено на десятое место, замыкая цикл вопреки ранее ясно выраженному желанию Есенина закрыть его стихотворением «Голубая родина Фирдуси…». В. Г. Белоусов пишет, что это могло быть результатом решения издателя; возможно, и сам автор изменил свою позицию, но в таком случае документальных подтверждений этого не сохранилось. При подготовке Собрания стихотворений в сентябре Есенин поместил на десятое место в цикле именно «Голубую родину Фирдуси…». Помимо десяти «персидских» стихотворений в книгу вошли поэма «Мой путь» и четыре стихотворения, тематически не связанные с основным циклом, — «Отговорила роща золотая…», «Сукин сын», «Этой грусти теперь не рассыпать…», «Низкий дом с голубыми ставнями…». Книга вышла в свет с посвящением Петру Чагину.
Находясь в Баку, Есенин продолжал мечтать о поездке в Персию, но против неё решительно возражал уже первый секретарь ЦК Коммунистической партии Азербайджана Сергей Киров. В результате Есенин в конце мая вернулся в Москву. Там он сошёлся с внучкой Льва Толстого Софьей и начал вынашивать планы женитьбы. Бениславская возражала против этого шага, и споры Есенина с ней закончились разрывом. В конце июля Есенин, теперь уже вместе с Толстой, вновь отправился в Азербайджан, где они провели чуть больше месяца на бывшей ханской даче в пригороде Баку Мардакяне.
В Мардакяне Есенин намеревался завершить персидский цикл: из запланированных двадцати стихотворений к тому времени были написаны одиннадцать и опубликованы десять. За первые пять дней августа он создал два новых — «Быть поэтом — это значит то же…» и «Глупое сердце, не бейся…», уже 7 августа появившиеся в «Бакинском рабочем». Темы их были настолько разными, что поэт сразу же решил разнести их по циклу: если «Быть поэтом — это значит то же…» могло занять в нём одиннадцатое место, то второе стихотворение Есенин запланировал поместить ближе к концу. Вскоре после этого, между 6 и 8 августа, было написано стихотворение «Руки милой — пара лебедей…». Возможно, Есенин работал над ним и раньше, на что указывает использованный перифраз пословицы «если он не поёт, значит, он не из Шушу, если он не пишет, значит, он не из Шираза», которую он упоминал ещё в письме от 8 апреля, а также тот факт, что одновременно с ним, 10 августа, в «Бакинском рабочем» появилось созданное ещё в апреле стихотворение «Голубая да веселая страна…». Наконец, 14 августа было опубликованное ставшее тринадцатым в цикле стихотворение «Отчего луна так светит тускло…». По-видимому, несколькими днями раньше было создано «Море голосов воробьиных…», которое Есенин первоначально тоже собирался включить в цикл, но осенью, в процессе подготовки Собрания стихотворений, отказался от этой идеи и определил окончательный объём цикла пятнадцатью стихотворениями. Тогда же в стихотворении «Золото текучее луны…» «текучее» было заменено на «холодное».
В 1960-е годы была выдвинута гипотеза, что ко включению в цикл готовилось также стихотворение «Тихий ветер. Вечер сине-хмурый…», опубликованное в марте 1926 года, уже после смерти Есенина, в «Красной газете», которую в то время возглавлял Чагин (но датируемое июлем 1925 года и написанное в Баку). А. П. Ломан называет его «несомненно принадлежащим к циклу», однако это произведение никогда не публиковалось в составе цикла, и в 1970 году В. Г. Белоусов доказал, что оно изначально не имело отношения к «Персидским мотивам».

## Оценки и анализ художественных особенностей
Современниками «Персидские мотивы» были оценены по-разному, хотя серьёзного литературоведческого анализа в это время не проводилось. Среди дававших восторженную оценку стихам цикла был Киров, который, послушав их в исполнении автора, обратился к Петру Чагину с требованием создать Есенину «иллюзию Персии в Баку»: 
Смотри, как написал, как будто был в Персии. В Персию мы не пустили его, учитывая опасности, какие его могут подстеречь, и боясь за его жизнь. Но ведь тебе же поручили создать ему иллюзию Персии в Баку. Так создай! Чего не хватит — довообразит. Он же поэт, да какой!
Александр Воронский, редактор «Красной нови», отмечал в стихах цикла «заразительную» душевность, лиризм и простоту в сочетании с эмоциональной насыщенностью и подъёмом, хотя и соглашался, что в них «нет полной отшлифовки». Бениславская, отдававшая стихи для публикации в «Красной нови», писала Есенину о хорошем приёме «Персидских мотивов» со стороны Фёдора Раскольникова, Юрия Либединского и Георгия Никифорова.
С другой стороны, сама Бениславская писала: «„Персидские мотивы“ — красивы, но, конечно, меньше трогают». Отрицательным был отзыв на стихи цикла Алексея Кручёных, который в рецензии на сборник «Персидские мотивы» называет их «неживыми», находя в них «частокол романсных банальностей». Маяковский в статье «Рождённые столицы» оценил «Персидские мотивы» как экзотические «восточные сладости» и «синь тюркскую», противопоставив их тематику задачам социалистического строительства (позже такую резкую оценку Сурен Гайсарьян объяснял «горячкой литературной борьбы» и столкновением групповых интересов).
В конце 1950-х и 1960-е годы, когда творчество Есенина снова стало разрешённым, «Персидские мотивы» получили высокую общую оценку от критиков и литературоведов. Среди авторов похвальных отзывов были К. Л. Зелинский, В. О. Перцов, А. Л. Дымшиц, И. С. Эвентов, В. Г. Белоусов и другие. С более глубоким анализом цикла выступили М. З. Вайнштейн, Л. Л. Бельская, П. Ф. Юшин.
Отдельного анализа удостаиваются ориентализмы, с помощью которых Есенин создаёт у читателя образ Востока, — как собственные Лала (возможно, происходящее от персидского слова, обозначающего тюльпан, или от имени героини истории Лейли и Маджнуна), Шаганэ, Шахразада, имена персидских поэтов (Саади, Хайям, Фирдоуси) и топонимы (Шираз, Хороссан), так и слова русского языка, восходящие корнями к арабскому или персидскому языкам, — «караван», «чадра», «чайхана», «шальвары», «шафран» и т. д. Особенно характерен повторяющийся в цикле из стихотворения в стихотворение образ розы, для творчества Есенина обычно нечастый, зато являющийся одним из основополагающих в классической восточной поэзии. А. В. Кулинич усматривает преемственность образов Востока между «Персидскими мотивами» и предшествовавшим им поэтическим циклом Александра Ширяевца «Бирюзовая чайхана» и приписывает возникновение у Есенина интереса к Востоку именно влиянием Ширяевца. Другой исследователь, А. М. Марченко, в монографии «Поэтический путь Есенина» высказывает мнение, что есенинский цикл родился «на стыке русской классической „восточной“ поэмы и фольклорных версий о любви русского разбойника к прекрасной персиянке». В то же время С. Руссова отмечает, что поэтика цикла не столько конкретно персидская, сколько обобщённо-восточная: знакомство Есенина с собственно персидской поэзией, вполне вероятно, ограничивалось сборником Корша, и вместо характерных для неё стихотворных форм и схем рифмовки в цикле фигурируют более распространённые в арабской поэзии пятистишия (в частности представленные в форме мухаммас) и тройная рифмовка. Нетипичны для классической персидской поэзии и встречающиеся в цикле трёхсложные размеры; по сути, из собственно персидских канонов в нём присутствует только пара «роза и соловей».

При разборе структуры произведения отмечается достигаемая усложнением хорея, которым написаны 11 из 15 стихотворений цикла, пиррихиями напевность, плавность, характерная для народных песен. Из этого жанра в стихотворение «Никогда я не был на Босфоре…» привнесена и куплетная основа. Л. Бельская пишет: «Для Некрасова и Блока характерно ударное начало строк… У Есенина мы наблюдаем иную картину: он избегает ударения в первой стопе, так же как и полноударной формы, что придаёт стихам задумчивость, меланхоличность». Ещё один приём, которым достигается эффект живой речи и задушевность текста, — вводимые в строфы удлинённые строки: 
Сам чайханщик с круглыми плечами,
Чтобы славилась пред русским чайхана,
Угощает меня красным чаем
Вместо крепкой водки и вина.
 Напротив, в стихотворениях, написанных трёхсложными размерами, в ключевых строфах размеренность ритма нарушается введением укороченных стоп, акцентирующих внимание читателя на главной мысли произведения: 
Многие видел я страны,
Счастье искал повсюду.
Только удел желанный
Больше искать не буду.
Глупое сердце, не бейся.
 Два стихотворения на дактилической основе — светлое и жизнерадостное «Воздух прозрачный и синий…» в первой половине цикла и драматичное «Глупое сердце, не бейся…» во второй — создают смысловой баланс, рельефно выделяя одновременно перекличку тем и противопоставление этих двух половин — противопоставление, в рамках которого ближе к концу цикла наступает разочарование в тех самых вещах, которые в начале вызывали восхищение. Анализируя структуру цикла, Л. Бельская указывает на его сходство (и сходство входящего в него стихотворения «Шаганэ ты моя, Шаганэ!..») с западным венком сонетов, в то же время подчёркивая, что Есенин не считает нужным придерживаться характерной для европейского канона строгой организации.
По поводу прототипа главной героини цикла — Шаганэ — долгое время не было определённой информации, и в 1959 году фельетонист С. Д. Нариньяни в «Огоньке» писал, что никакой девушки по имени Шаганэ не существовало, а имя в стихотворениях изначально писалось как «Чаганэ», отсылая к бакинскому другу Есенина Петру Чагину. Однако в первой половине 1960-х годов В. Г Белоусов, готовя к изданию биографию Есенина, сумел разыскать женщину, вдохновившую Есенина, — Шаганэ Тальян — и разместил в своей книге отрывки из её автобиографии, связанные с поэтом. Это мнение поддерживают российский литературовед, специалист по Сергею Есенину, Н. Шубникова-Гусева, специалист по истории русской литературы и критики XX века П. Юшин, составители академического издания «Полного собрания сочинений», Государственный музей-заповедник С. А. Есенина, ведущий научный сотрудник Государственного литературного музея П. Фокин а также родные поэта.

## Культурное влияние
Стихотворения из «Персидских мотивов» переведены на многие языки (в частности, на персидский язык цикл целиком переводился дважды, но первый перевод был уничтожен во время Исламской революции). Среди переводов «Персидских мотивов» на другие языки — работы Народного поэта Узбекской ССР Эркина Вахидова (в которых имя героини цикла Шаганэ заменено на собирательное Шаханим — «моя шахиня» или «моя принцесса»), Народного поэта Азербайджанской ССР Сулеймана Рустама, Народного поэта Кыргызстана Сооронбая Джусуева, Народного поэта Таджикистана Лоика Шерали, Народного поэта Дагестана Магомеда Ахмедова (ставшего за свой перевод лауреатом Международной литературной премии имени Сергея Есенина «О Русь, взмахни крылами…»).

Стихотворение «Шаганэ ты моя, Шаганэ!..» было неоднократно положено на музыку различными композиторами: Александром Живцовым, Александром Ручьёвым, Григорием Пономаренко, Геннадием Арефьевым. Другие стихотворения цикла, положенные на музыку, — «Никогда я не был на Босфоре…» (С. Я. Орлянский, 1927, под названием «Персиянка»), «Отчего луна так светит тускло…» (В. В. Фризо, 1936; Р. С. Бунин, 1960), «Я спросил сегодня у менялы…», «Голубая да веселая страна…» (оба — В. М. Юровский, 1946), «Глупое сердце, не бейся…» (В. Ф. Веселов, 1966). В 2005 году на стихи Есенина и Омара Хайяма российский композитор Татьяна Смирнова создала цикл арабесок в пяти частях для флейты, арфы, виолончели и чтеца «Персидские мотивы». В этом сочинении в камерно-инструментальные произведения вместо певца введён чтец-декламатор.
Скульптурное воплощение Шаганэ — центрального персонажа «Персидских мотивов» — создал в виде геммы из морской гальки резчик В. Т. Семёнов.